# Kielfjorden

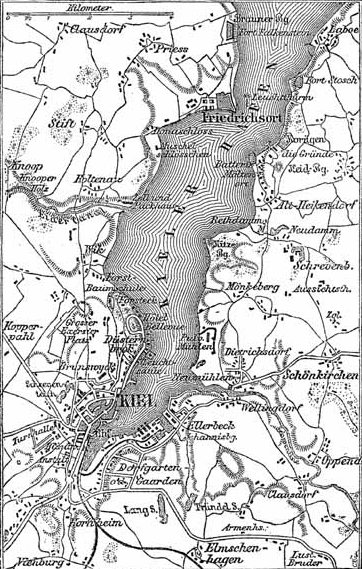
Kielfjorden på en karta från 1888.

Kielfjorden (tyska: Kieler Förde) är en cirka 17 kilometer lång fjord av Östersjön i Schleswig-Holstein, norra Tyskland. Längst in i Kielfjorden ligger staden Kiel. 
Utanför Kielfjorden sträcker sig Kielbukten.

## Bakgrund

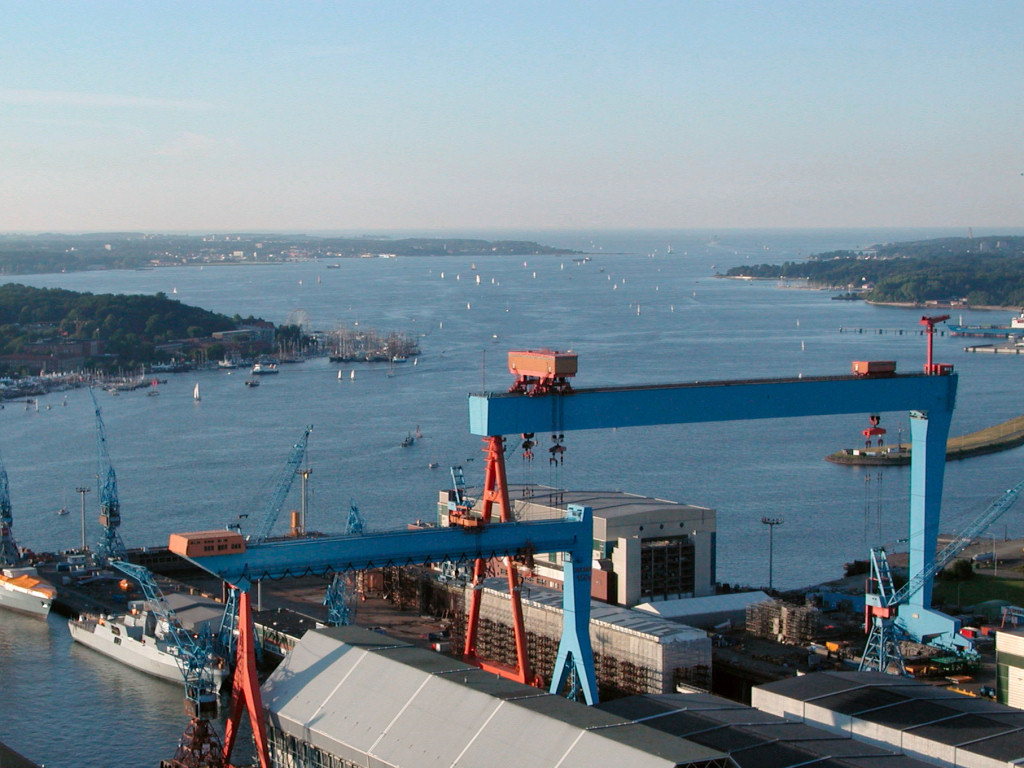
Kielfjorden sedd från Kiel.

Kielfjorden uppstod av glaciära rörelser under senaste istiden. Fjordens bredd varierar mellan en och  tre kilometer. Det smalaste passage ligger vid Friedrichsort, ursprungligen en befästningsanläggning som Kristian IV av Danmark lät anlägga år 1632. Vattendjupet varierar maximalt mellan 13 och 17 meter. 
På västra sidan inmynnar Kielkanalen, som sätter Kielfjorden i förbindelse med Nordsjön. Kielfjorden är en stark trafikerad vattenväg inte bara för fartyg till och från kanalen utan även för färjetrafiken till och från Skandinavien. Mycket känd är havsbadet och orten Laboe som återfinns längst ut på Kielfjordens ostsida. I Laboe står Laboes marina minnesmärke (Marine-Ehrenmal Laboe) en minnesplats för under första världskriget stupade tyska sjömän. Intill ligger musei-ubåten U 995. Några kilometer söder därom återfinns Ubåtsminnesmärket Möltenort (U-Boot-Ehrenmal Möltenort) som hedrar omkomna tyska ubåtsmän från båda världskrigen och nuvarande Bundeswehr. 
På Kielfjorden och Kielviken arrangeras sedan 1882 Kieler Woche som räknas till världens största segelsportshändelse och samtidigt den största folkfesten i Nordeuropa med 3,5 miljoner besökare (år 2006). 
Trots att Kielfjorden genom strandbefästningar och hamnanläggningar har starkt präglats av människan lever över 30 fiskarter i fjordens vatten. Bland ständiga innevånare märks exempelvis rötsimpan, torsk och smörbultar. På grund av sötvattentillflöden finns även lax, havsforell, havsabborre, gädda och sill i Kielfjorden.

## Bilder

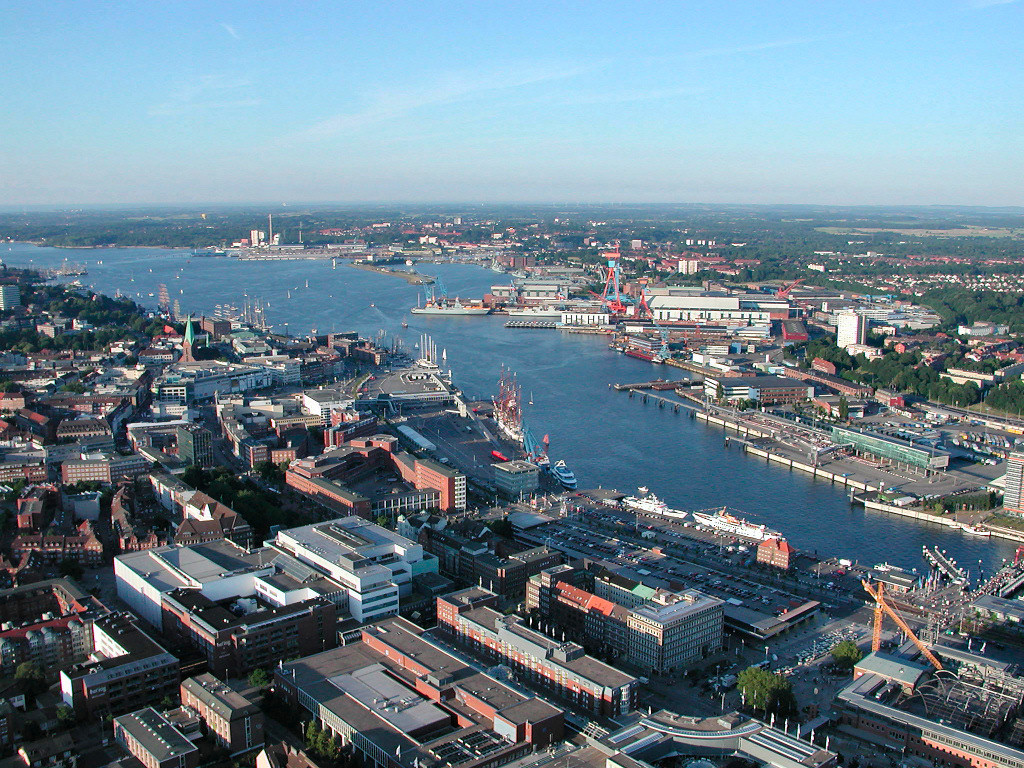
Kielfjorden från luften
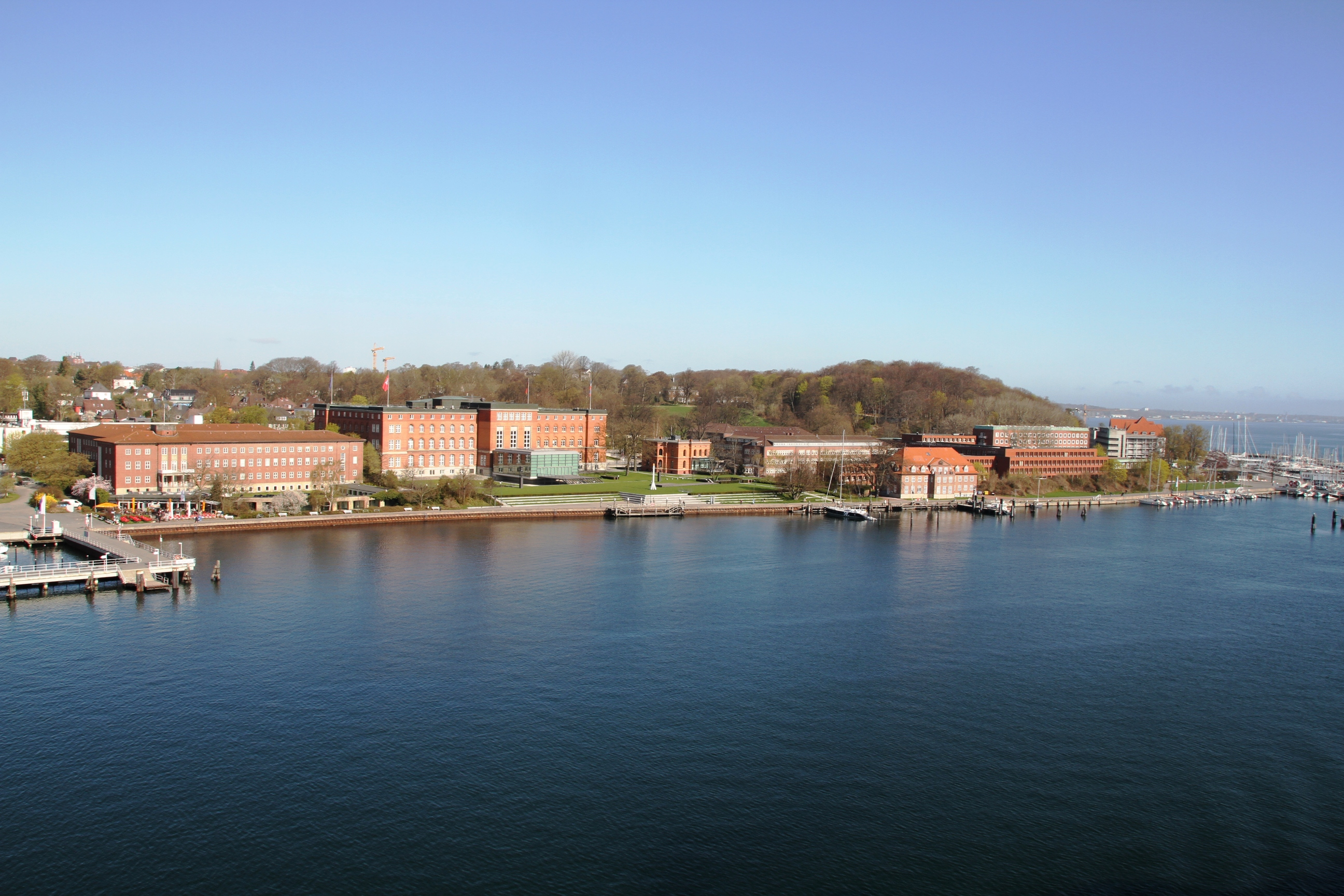
Landeshaus är säte för Schleswig-Holsteins lantdag
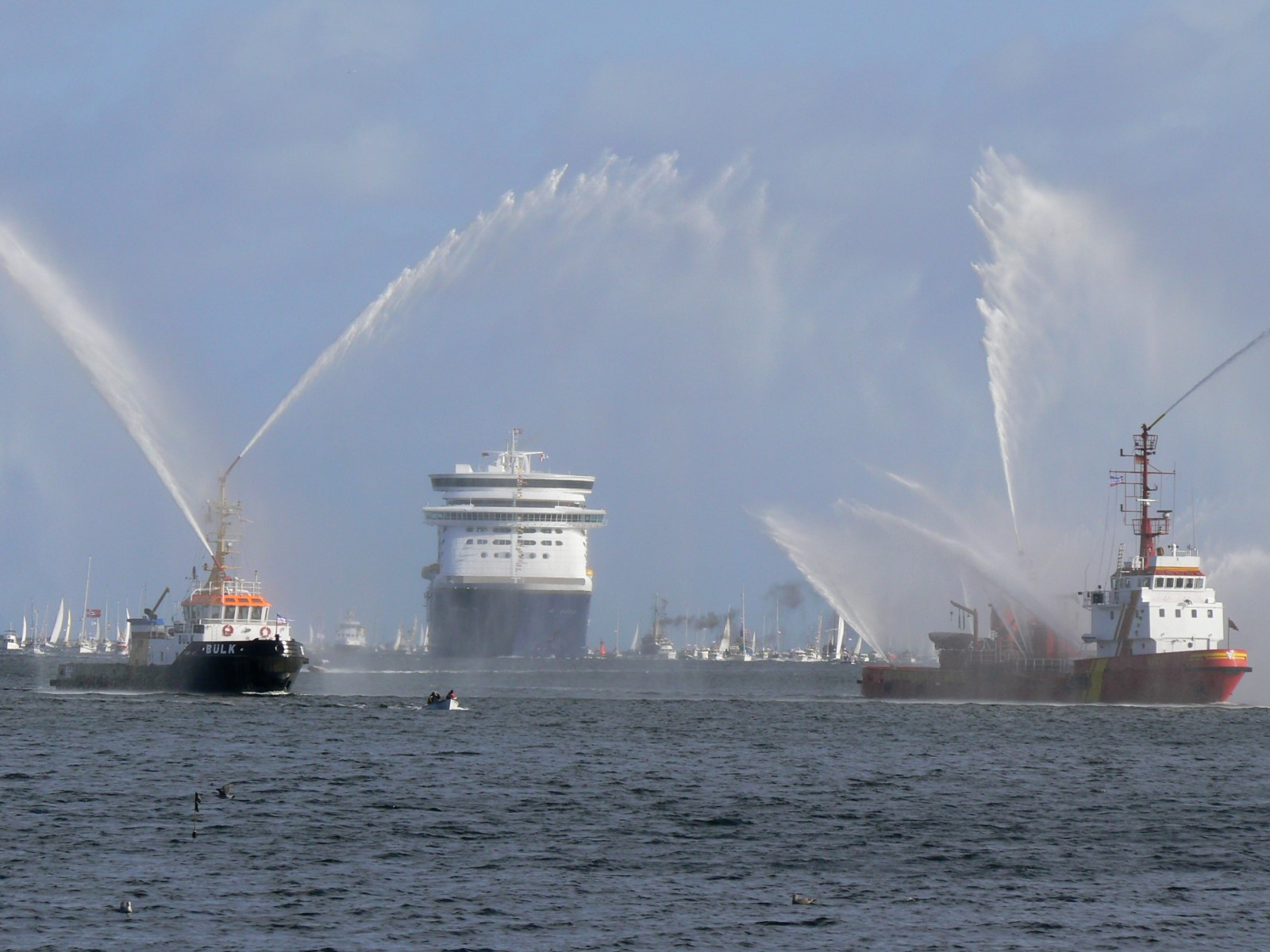
M/S Color Magic på Kielfjorden
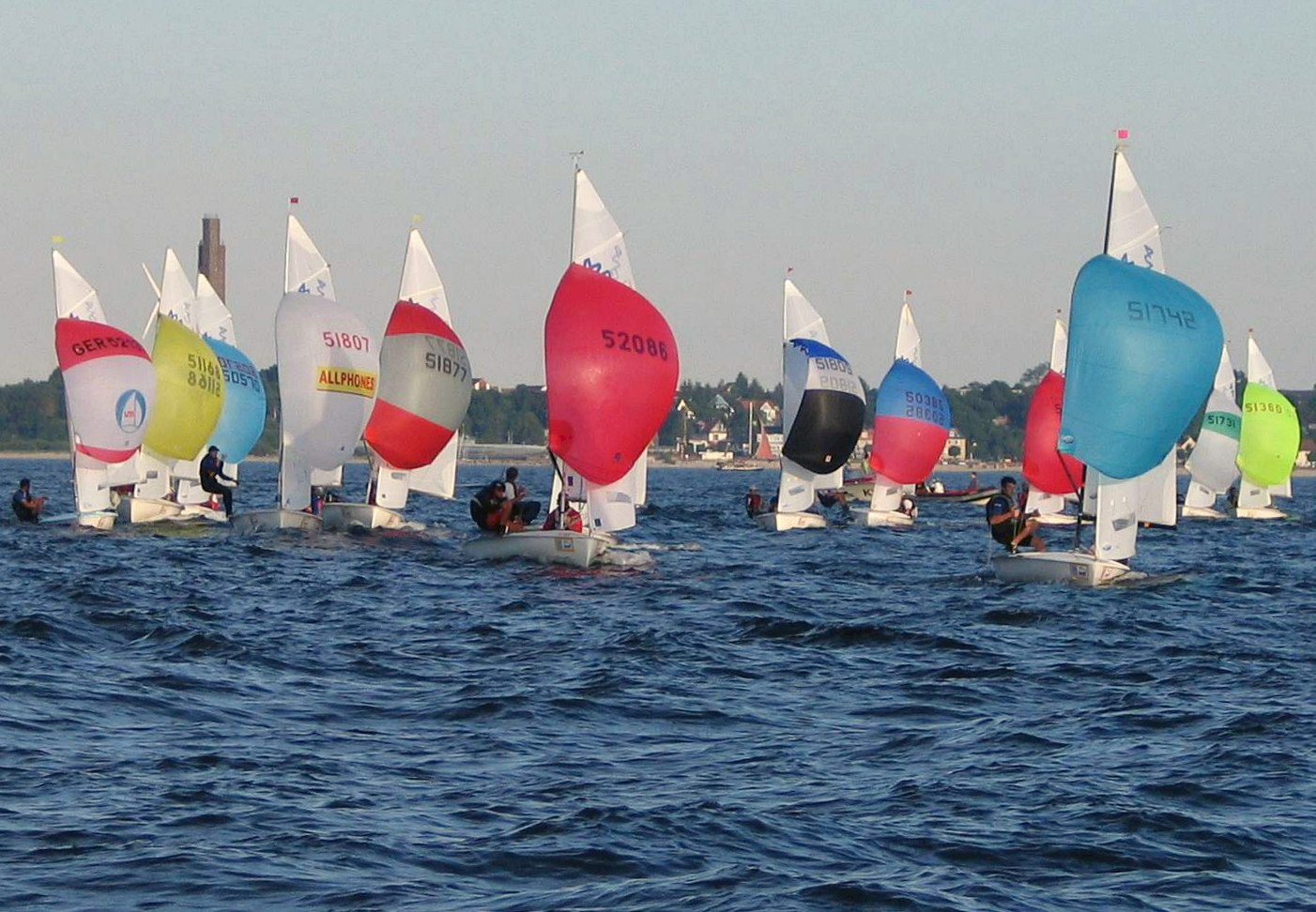
Segling på Kielfjorden
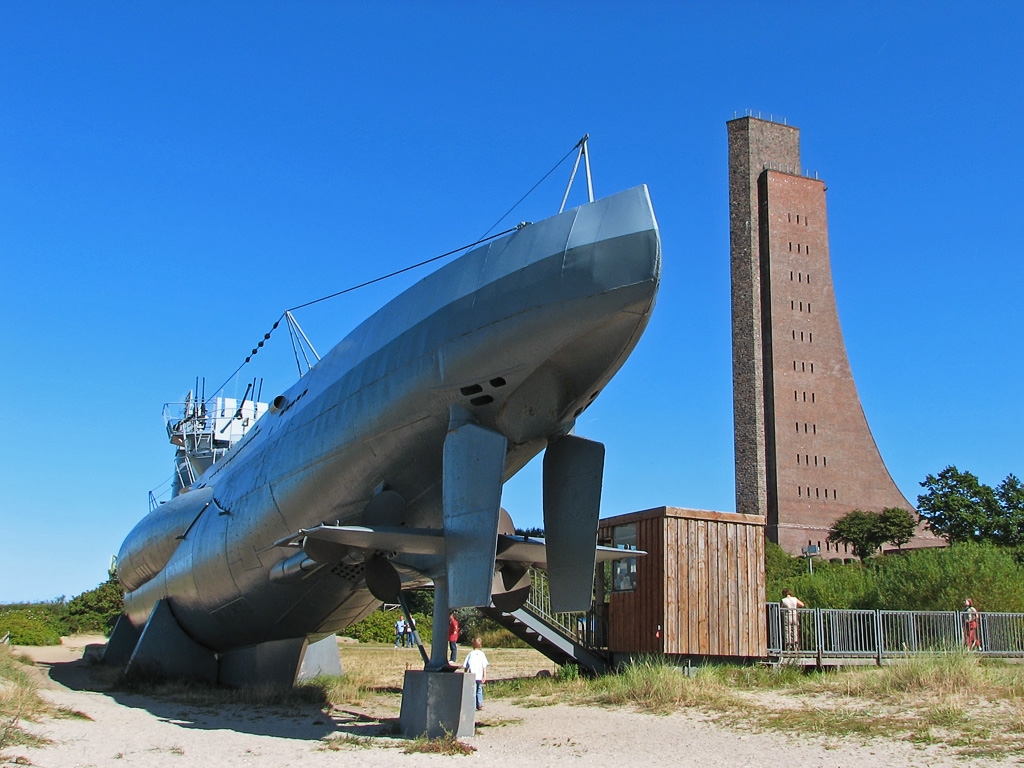
Minnesmärke Laboe och U 995
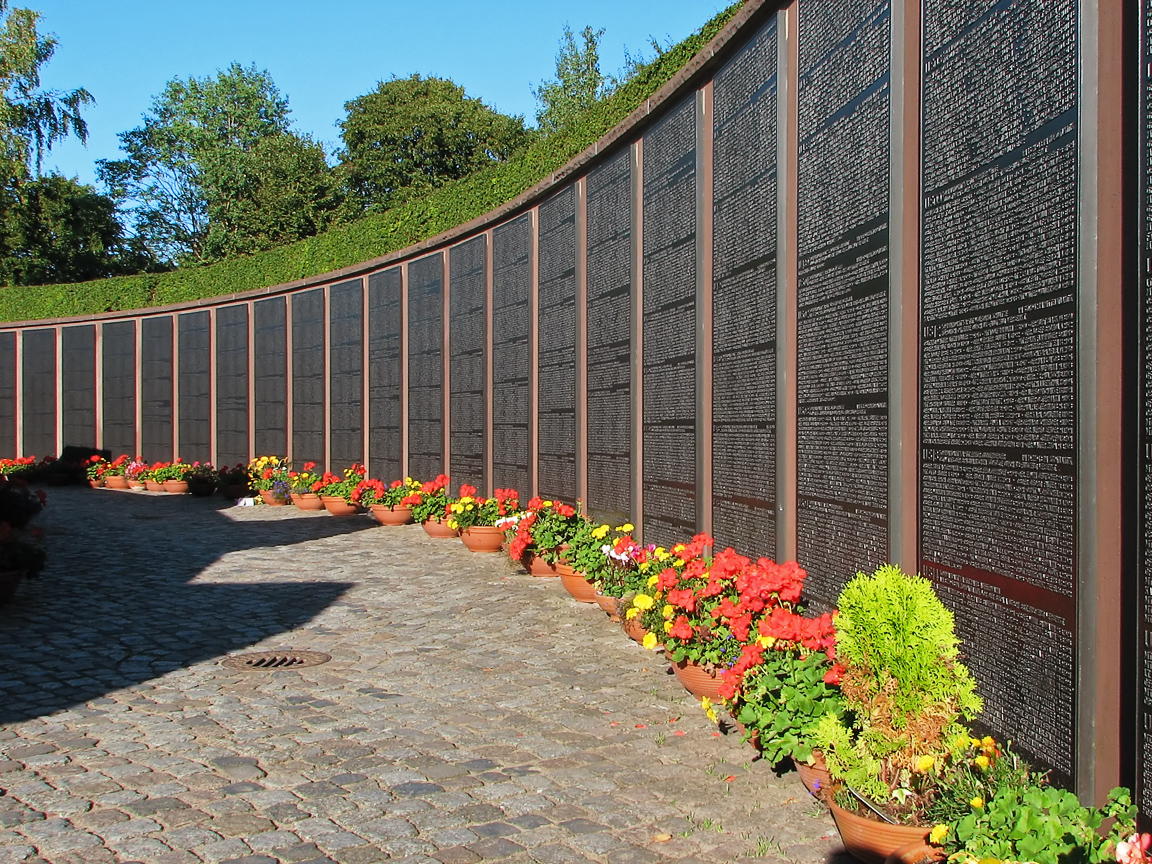
Ubåtsminnesmärket Möltenort